# Kemptner Hütte
Die Kemptner Hütte ist eine Alpenvereinshütte der Sektion Allgäu-Kempten des Deutschen Alpenvereins in den Allgäuer Alpen. Es ist (gemessen an den Übernachtungsmöglichkeiten) eine der größten Hütten der Alpen.

## Lage
Die Hütte liegt an Grashängen, die von 2200 bis 2428 m hohen felsigen Bergen überragt werden. Sie befindet sich zwischen den Stationen Oberstdorf und Memminger Hütte auf dem Europäischen Fernwanderweg E5 sowie am Zugang zum Heilbronner Weg zwischen Oberstdorf und der Rappenseehütte.

## Geschichte
Die Hütte wurde 1891 von der Sektion Allgäu-Kempten des DÖAV als 34. Hütte in den Nördlichen Ostalpen erbaut und ab 1893 bewirtschaftet. 1903 wurde die Hütte erstmals erweitert. Im Jahr 1925 wurden ein Barackenanbau und ein Nebengebäude errichtet. 1930 wurde die Kemptner Hütte zum zweiten Mal erweitert, das Gebäude von 1891 wurde abgerissen und der Ostflügel neu gebaut. 1954 wurde das Nebengebäude mit Winterraum eingeweiht. 1969 wurde die Materialseilbahn gebaut, die im Jahr 2000 modernisiert wurde. 1982 wurde die Kemptner Hütte an das Fernwassernetz angeschlossen und erhielt 1993 eine Kläranlage. 2018 wurde eine Abwasserleitung nach Oberstdorf in Betrieb genommen und 2020 ein Erweiterungsbau errichtet. Heute können bis zu 290 Menschen in der Hütte übernachten.

## Hüttenzustiege
- Von Oberstdorf über Spielmannsau in ca. 4 Stunden
- Von Holzgau im Lechtal über das Mädelejoch in ca. 3½ Stunden

## Übergänge
- Waltenbergerhaus in ca. 3½ Stunden (Heilbronner Weg)
- Rappenseehütte in 5 bis 6 Stunden (Heilbronner Weg)
- Hermann-von-Barth-Hütte in ca. 4 Stunden
- Prinz-Luitpold-Haus in ca. 9 Stunden
- Edmund-Probst-Haus in ca. 10 Stunden

## Touren
- Großer Krottenkopf, 2656 m in ca. 3 Stunden.
- Mädelegabel, 2645 m in ca. 3 Stunden.
- Muttlerkopf, 2368 m in ca. 2 Stunden.

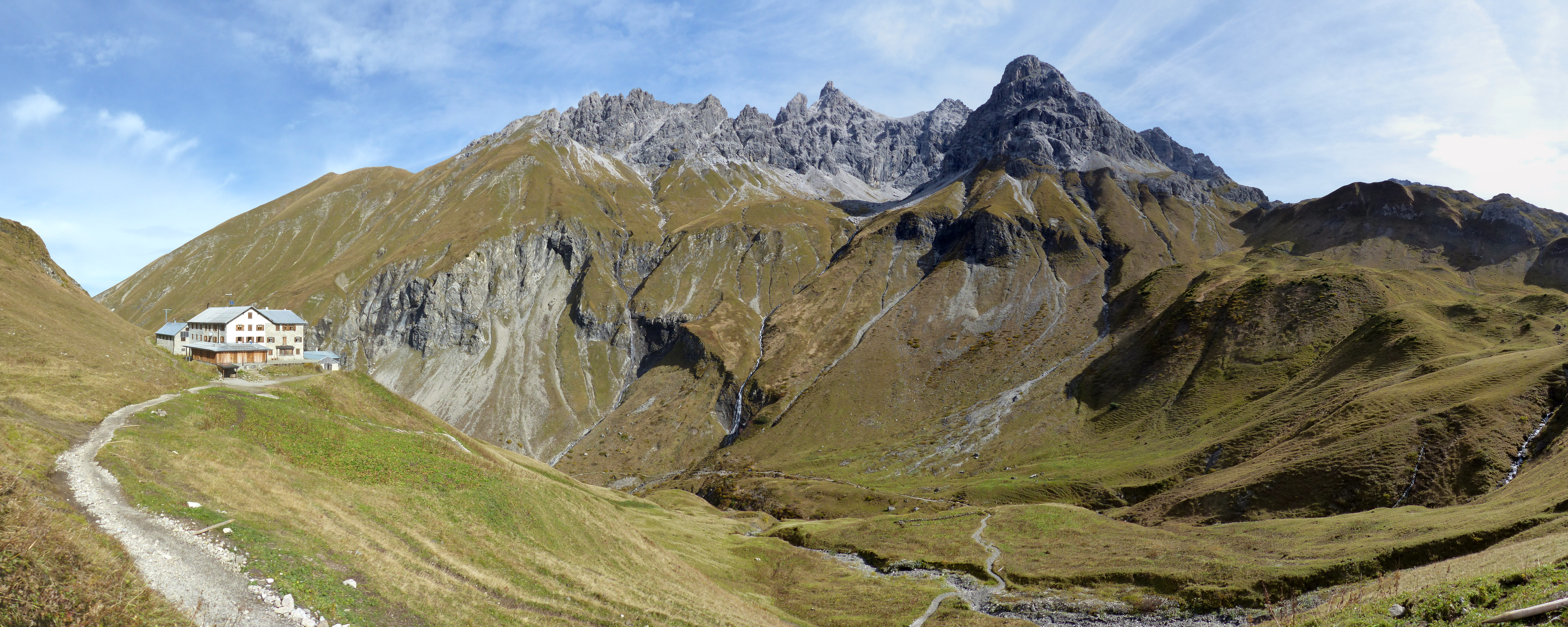
Panorama mit Kemptner Hütte

- Jöchelspitzbahn in ca. 3½ Stunden.

Skitouren sind von April bis Juni möglich.

## Karten
- Alpenvereinskarte 1:25.000, Blatt BY 4, Allgäuer Hochalpen - Hochvogel, Krottenkopf
- Alpenvereinskarte 1:25.000, Blatt 2/1 Tannheimer Berge – Köllenspitze, Gaishorn